# 시드니 폭스

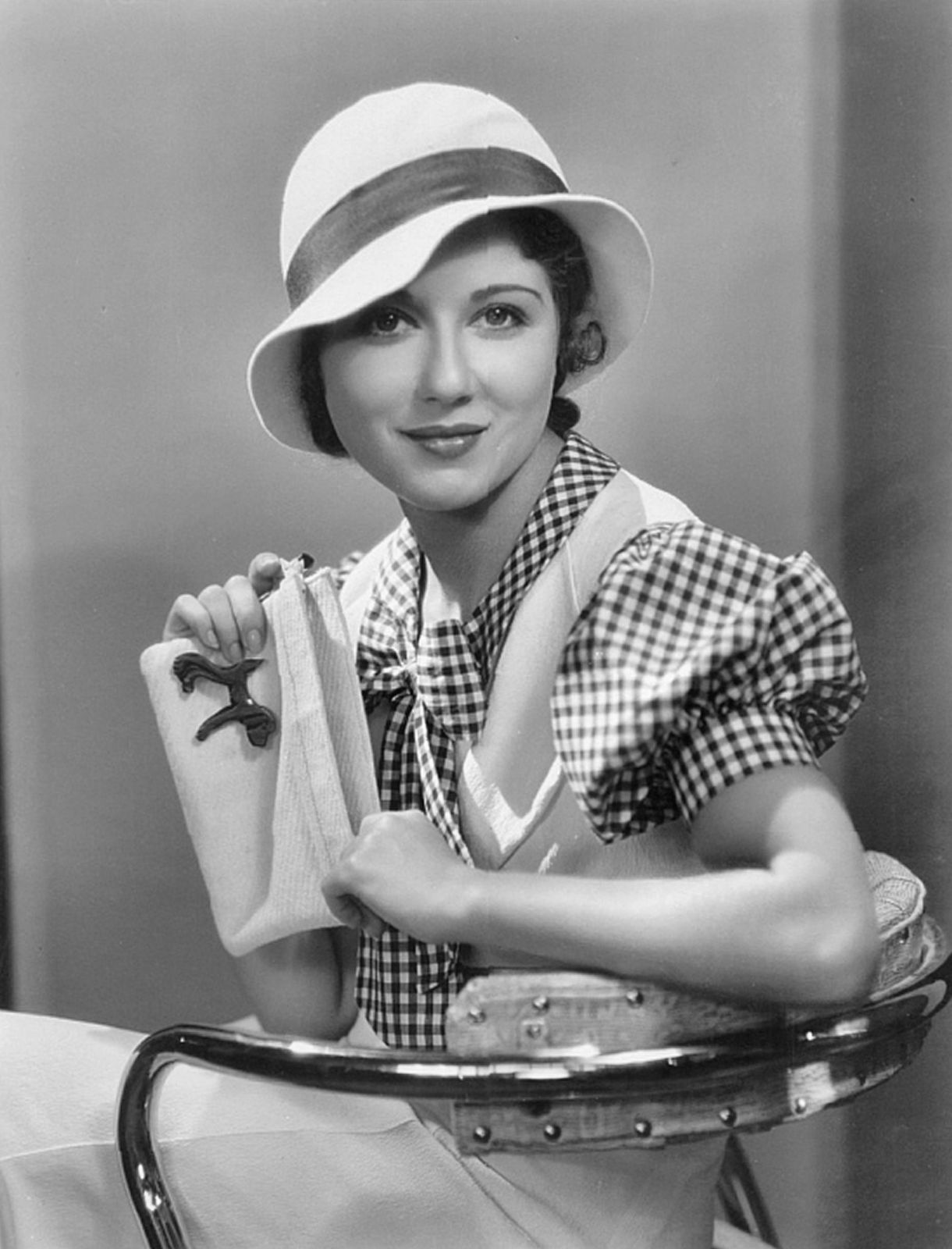

시드니 폭스(Sidney Fox, 1911년 12월 10일 ~ 1942년 11월 15일)는 미국의 연극 배우, 영화배우이다.
뉴욕에서 태어났으며 베벌리힐스에서 사망하였다. 사인은 과다복용이다.

## 영화
- 루 모귀의 살인자 (1932년)